# Christian Wessely
Christian Wessely (* 1965 in Graz) ist ein österreichischer Fundamentaltheologe und Agraringenieur. Er forscht und lehrt an der Universität Graz. Er ist auch als Diakon in der Pfarrgemeinde Nestelbach bei Graz tätig.

## Leben
Nach dem Besuch der Volks- und Hauptschule und der HBLA für Landwirtschaft in Raumberg und seiner Matura 1984, studierte Wessely zunächst zwei Jahre Elektrotechnik (1984 bis 1986) und anschließend katholische Fachtheologie in Graz. 1991 schloss er als Agraringenieur und 1992 als Mag. theol. sein Studium ab und promovierte 1996 mit Auszeichnung zum Dr. theol. über das Thema „Mythologische Strukturen in der Unterhaltungsindustrie“ unter Verwendung von Material aus George Lucas’ Star-Wars-Trilogie und verschiedenen AD&D-Computerspielen (Ultima, Ultima Underworld und Doom). Seit 2000 ist er Landwirtschaftsmeister und habilitierte 2004 im Fach Fundamentaltheologie im Bereich fundamentaltheologische Ekklesiologie.
Wessely wurde 1999 zum ständigen Diakon der Römisch-Katholischen Kirche geweiht und ist seitdem in dieser Funktion ehrenamtlich in der Pfarre St. Jakobus zu Nestelbach bei Graz tätig. Er war bis 2013 Mitglied des Diözesanrates und ist in der Schieds- und Schlichtungskommission seiner Heimatdiözese Graz-Seckau tätig.
Wessely ist seit 1992 verheiratet und hat zwei Kinder. Er ist Mitglied der D.O.N.A.L.D. sowie Mitglied der Akademie der donaldischen Wissenschaften.

## Spezialisierung
Entsprechend seiner eigenen Erfahrungswelt ist der Grundansatz Wesselys praxisorientiert. Ausgerichtet auf das Ziel einer breiten Volkskirche stellt er sich entschieden gegen binnenkirchliches Elitendenken und plädiert ausdrücklich dafür, die Präsenz der Kirche beim Volk und im Volk als Bringschuld der Kirche und nicht als Holschuld des Volkes zu betrachten. Dabei ist der Begriff des „Volkes“ sehr weit gefasst und umfasst neben dem von Wessely als „sakral“ bezeichneten binnenkirchlichen Raum, der sich durch die „Grundvollzüge der Kirche“ (Diakonia, Leiturgia und Martyria, verbunden in der Koinonia) einerseits und in den „Notae Ecclesiae“ (Einheit, Heiligkeit, Katholizität und Apostolizität) umreißen lässt, auch den von ihm als „profan“ gezeichneten Raum außerhalb dieses Umrisses, wobei ersterer in letzteren „ausfransen“ und durch seine Präsenz das Profanum zum Fanum machen soll.
Sein Bemühen, einerseits die Sprache der systematischen Theologie alltagstauglich zu übersetzen und andererseits ihm aus seiner Praxis als Diakon bekannte Problemfelder im religiösen Erleben des menschlichen Alltages anzusprechen, ließ ihn auf der Basis grundlegender liturgischer Handlungen – grundsätzlich orientiert an Sakramenten, Sakramentalien und zeitgebundenen Festen – eine vereinfachte Einführung in die Fundamentaltheologie entwerfen. Der Band ist als Schnellreferenz für (formal oder sachlich) Fernstehende, Interessierte und Angehörige anderer Religionen konzipiert. Trotz seiner Themenbreite ersetzt er aber keine voll ausgearbeitete Fundamentaltheologie, z. B. für Studienzwecke.
Wesselys Spezialisierung auf den Umgang mit audiovisuellen Medien und Computerspielen macht ihn zu einem Gesprächspartner für außeruniversitäre Institutionen. Zusammen mit Daria Pezzoli-Olgiati gibt er seit 2015 das Journal for Religion, Film and Media (JRFM) heraus. Er ist Mitglied der Internationalen Forschungsgruppe Film und Theologie.

## Publikationen (Auswahl)
- Von Star Wars, Ultima und Doom. Mythologisch verschleierte Gewaltmechanismen im kommerziellen Film und in Computerrollenspielen. Frankfurt am Main u. a.: Pustet 1997.
- Gekommen, um zu dienen. Der Diakonat aus fundamentaltheologisch-ekklesiologischer Sicht. Regensburg: Pustet 2004.
- Einfach katholisch. Was katholische Christen glauben und wie sie feiern. Innsbruck: Tyrolia 2010 (Dritte, überarbeitete Neuauflage in Print und als E-Book 2016)
- Der populäre Film und der religiöse Glaube. Diagnostische Versuche. In: Thomas Bohrmann, Werner Veith, Stephan Zöller (Hrsg.): Handbuch Theologie und Populärer Film. Band 3. Ferdinand Schöningh, Paderborn 2012, ISBN 978-3-506-77535-1, S. 63–81.
- mit Johann Hirnsperger (Hrsg.): Wege zum Heil? Religiöse Bekenntnisgemeinschaften in Österreich: Alt-Alevitische Glaubensgemeinschaft in Österreich (AAGÖ) und Islamisch-Schiitische Glaubensgemeinschaft in Österreich (Schia). Mit Beiträgen aus anderen Religionsgemeinschaften (= Theologie im kulturellen Dialog; 7d). Tyrolia, Innsbruck 2018.
- mit Evelyn Knappitsch: Der Fall Ludwig Teschler. Ein zufällig aufgefundenes Handschriftenkonvolut und die Rekonstruktion eines Magiedeliktes im 17. Jahrhundert. Open Access: Kath.-Theol. Fakultät der Universität Graz, 2015.